# Paatos

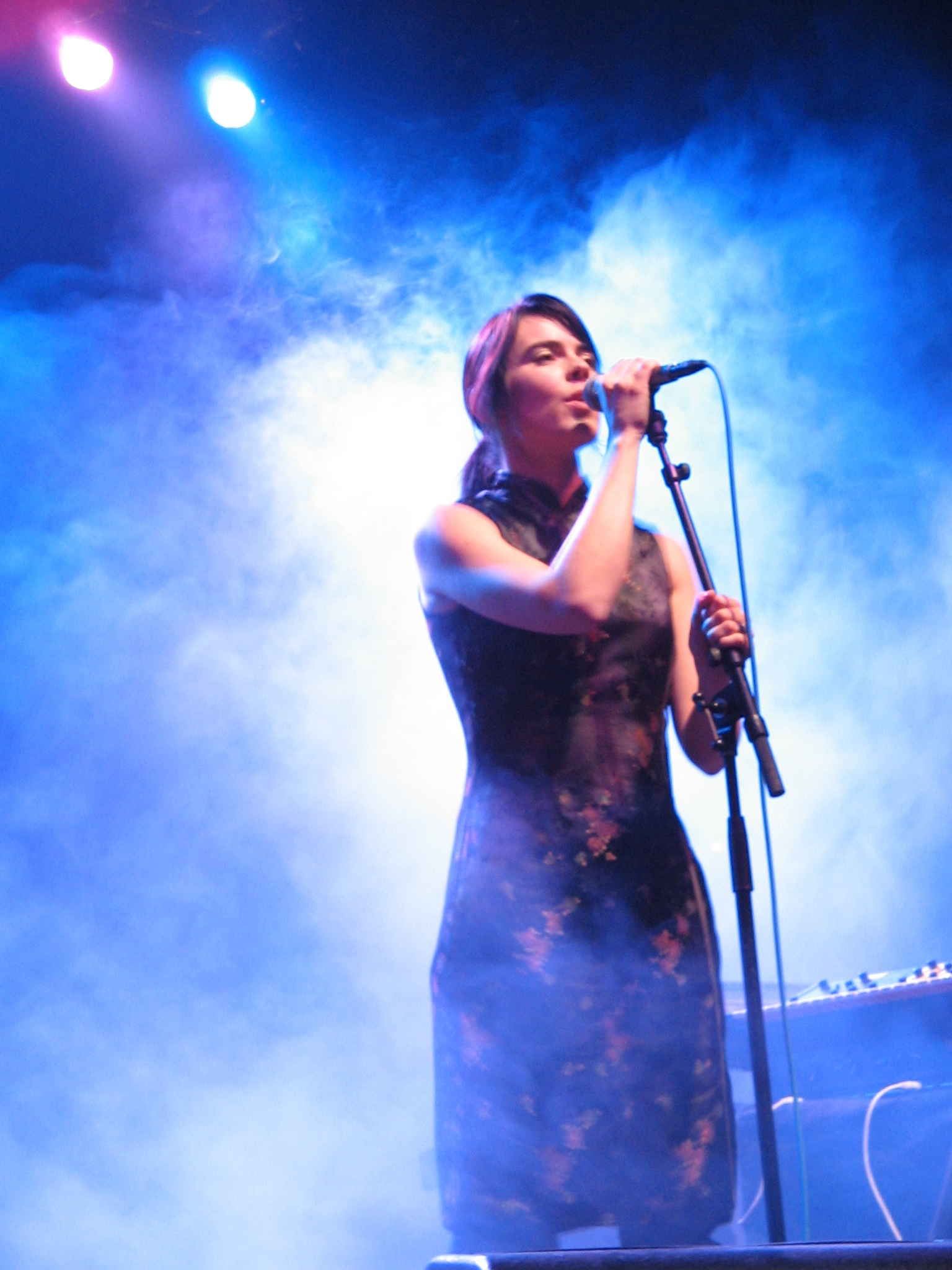
Zangeres Petronella Nettermalm (2004)

Paatos was een Zweedse rockband. De band speelde progressieve rock, die in de loop der jaren steviger van klank werd.
De band ontstond in augustus 2000, toen een aantal leden van Landberk een nieuwe band begonnen als begeleiding van zanger Turid Lundqvist. Leden van het eerste uur waren  Reine Fiske, Stefan Dimle, Ricard Nettermalm en Johan Wallen. De band speelde na die begeleiding verder instrumentale muziek. Dat beviel niet, waardoor kort daarop Petronella Nettermalm als zangeres werd aangetrokken. Naar aanleiding van hun eerste single Perception en album Timeloss kreeg de band een platencontract bij InsideOut Records. Ze mocht Kallocain opnemen. Bij de totstandkoming van dat album kon Paatos beroep doen op Steven Wilson van Porcupine Tree. Na Silence of another kind verliet de band InsideOut en sloot zich aan bij Glasville Records uit Nederland.
In de loop van de jaren verloor de band bijna alle oorspronkelijke leden. In 2011 was alleen Ricard Huxflux Nettermalm nog over van de originele bezetting. Na het vijfde studioalbum V werd het stil rond de band. Er verscheen geen nieuw materiaal meer en de website is in 2020 alleen te raadplegen onder "Archive".
Na enkele jaren stilte trad de band terug op in september 2024 op het Progressive Circus festival in Zweden. Op 5 december 2024 stellen ze hun nieuwe release Ligament voor in Stockholm, Zweden.

## Discografie
- 2001: Perception
- 2002: Timeloss
- 2004: Kallocain
- 2006: Silence of another kind
- 2011: Breathing
- 2012: V
- 2025: Ligament

Sensors uit 2007 is een download livealbum, dat later wel in Japan wordt uitgebracht.